# Perilänjärvi
Perilänjärvi är en sjö i Finland. Den ligger i kommunen Enontekis i landskapet Lappland, i den norra delen av landet, 900 km norr om huvudstaden Helsingfors. Perilänjärvi ligger 285 meter över havet. Arean är 65,1 hektar och strandlinjen är 7,71 kilometer lång. Sjön  ingår i Kemi älvs huvudavrinningsområde. 
I övrigt finns följande vid Perilänjärvi:
- Ullajärvi (en sjö)
- Vaikkojoki (ett vattendrag)